# Dagsboro
Dagsboro é uma vila localizada no estado americano de Delaware, no condado de Sussex.

## Geografia
De acordo com o United States Census Bureau, a vila tem uma área de 3,5 km², onde todos os 3,5 km² estão cobertos por terra.

### Localidades na vizinhança
O diagrama seguinte representa as localidades num raio de 16 km ao redor de Dagsboro. 

## Demografia
Segundo o censo nacional de 2010, a sua população é de 805 habitantes e sua densidade populacional é de 228,5 hab/km². Possui 364 residências, que resulta em uma densidade de 103,3 residências/km².